# Lista siturilor arheologice din județul Bistrița-Năsăud
Lista siturilor arheologice din județul Bistrița-Năsăud conține toate siturile arheologice din județul Bistrița-Năsăud înscrise în Repertoriul Arheologic Național (RAN). RAN este administrat de Ministerul Culturii și Patrimoniului Național și cuprinde date științifice, cartografice, topografice, imagini și planuri, precum și orice alte informații privitoare la zonele cu potențial arheologic, studiate sau nu, încă existente sau dispărute.
Datorită numărului mare de situri, această listă a fost împărțită după localitatea în care se află situl. Dacă știți localitatea (satul sau orașul) în care se află situl, alegeți localitatea din lista din această pagină. Dacă nu știți localitatea, puteți căuta un sit din județ folosind formularul de mai jos.
| A ↑ A B C D E F G H I Î J K L M N O P Q R S Ș T Ț U V W X Y Z ↓ | A ↑ A B C D E F G H I Î J K L M N O P Q R S Ș T Ț U V W X Y Z ↓ | A ↑ A B C D E F G H I Î J K L M N O P Q R S Ș T Ț U V W X Y Z ↓ | A ↑ A B C D E F G H I Î J K L M N O P Q R S Ș T Ț U V W X Y Z ↓ | A ↑ A B C D E F G H I Î J K L M N O P Q R S Ș T Ț U V W X Y Z ↓ | A ↑ A B C D E F G H I Î J K L M N O P Q R S Ș T Ț U V W X Y Z ↓ | A ↑ A B C D E F G H I Î J K L M N O P Q R S Ș T Ț U V W X Y Z ↓ | A ↑ A B C D E F G H I Î J K L M N O P Q R S Ș T Ț U V W X Y Z ↓ | A ↑ A B C D E F G H I Î J K L M N O P Q R S Ș T Ț U V W X Y Z ↓ | A ↑ A B C D E F G H I Î J K L M N O P Q R S Ș T Ț U V W X Y Z ↓ |
| --------------------------------------------------------------- | --------------------------------------------------------------- | --------------------------------------------------------------- | --------------------------------------------------------------- | --------------------------------------------------------------- | --------------------------------------------------------------- | --------------------------------------------------------------- | --------------------------------------------------------------- | --------------------------------------------------------------- | --------------------------------------------------------------- |
| Agrișu de Jos                                                   | Albeștii Bistriței                                              | Anieș                                                           | Apatiu                                                          | Arcalia                                                         |                                                                 |                                                                 |                                                                 |                                                                 |                                                                 |
| Archiud                                                         | Ardan                                                           |                                                                 |                                                                 |                                                                 |                                                                 |                                                                 |                                                                 |                                                                 |                                                                 |
| B ↑ A B C D E F G H I Î J K L M N O P Q R S Ș T Ț U V W X Y Z ↓ |                                                                 |                                                                 |                                                                 |                                                                 |                                                                 |                                                                 |                                                                 |                                                                 |                                                                 |
| Bârla                                                           | Beclean                                                         | Beudiu                                                          | Bidiu                                                           | Bistrița                                                        |                                                                 |                                                                 |                                                                 |                                                                 |                                                                 |
| Blăjenii de Jos                                                 | Bozieș                                                          | Brăteni                                                         | Breaza                                                          | Bretea                                                          |                                                                 |                                                                 |                                                                 |                                                                 |                                                                 |
| Budacu de Jos                                                   | Budacu de Sus                                                   | Budești                                                         | Budești-Fânațe                                                  | Budurleni                                                       |                                                                 |                                                                 |                                                                 |                                                                 |                                                                 |
| Buduș                                                           | Bungard                                                         |                                                                 |                                                                 |                                                                 |                                                                 |                                                                 |                                                                 |                                                                 |                                                                 |
| C ↑ A B C D E F G H I Î J K L M N O P Q R S Ș T Ț U V W X Y Z ↓ |                                                                 |                                                                 |                                                                 |                                                                 |                                                                 |                                                                 |                                                                 |                                                                 |                                                                 |
| Căianu Mic                                                      | Cepari                                                          | Chintelnic                                                      | Chiochiș                                                        | Chiraleș                                                        |                                                                 |                                                                 |                                                                 |                                                                 |                                                                 |
| Chiuza                                                          | Ciceu-Corabia                                                   | Ciceu-Giurgești                                                 | Ciceu-Poieni                                                    | Cireșoaia                                                       |                                                                 |                                                                 |                                                                 |                                                                 |                                                                 |
| Coasta                                                          | Cociu                                                           | Coldău                                                          | Comlod                                                          | Corvinești                                                      |                                                                 |                                                                 |                                                                 |                                                                 |                                                                 |
| Crainimăt                                                       | Cristeștii Ciceului                                             | Cristur-Șieu                                                    | Cușma                                                           |                                                                 |                                                                 |                                                                 |                                                                 |                                                                 |                                                                 |
| D ↑ A B C D E F G H I Î J K L M N O P Q R S Ș T Ț U V W X Y Z ↓ |                                                                 |                                                                 |                                                                 |                                                                 |                                                                 |                                                                 |                                                                 |                                                                 |                                                                 |
| Delureni                                                        | Dipșa                                                           | Dobric                                                          | Dobricel                                                        | Domnești                                                        |                                                                 |                                                                 |                                                                 |                                                                 |                                                                 |
| Dorolea                                                         | Dumbrava                                                        | Dumbrăveni                                                      | Dumbrăvița                                                      | Dumitra                                                         |                                                                 |                                                                 |                                                                 |                                                                 |                                                                 |
| Dumitrița                                                       |                                                                 |                                                                 |                                                                 |                                                                 |                                                                 |                                                                 |                                                                 |                                                                 |                                                                 |
| F ↑ A B C D E F G H I Î J K L M N O P Q R S Ș T Ț U V W X Y Z ↓ |                                                                 |                                                                 |                                                                 |                                                                 |                                                                 |                                                                 |                                                                 |                                                                 |                                                                 |
| Fânațe                                                          | Fântânele                                                       | Fântânița                                                       | Feleac                                                          |                                                                 |                                                                 |                                                                 |                                                                 |                                                                 |                                                                 |
| G ↑ A B C D E F G H I Î J K L M N O P Q R S Ș T Ț U V W X Y Z ↓ |                                                                 |                                                                 |                                                                 |                                                                 |                                                                 |                                                                 |                                                                 |                                                                 |                                                                 |
| Galații Bistriței                                               | Ghinda                                                          |                                                                 |                                                                 |                                                                 |                                                                 |                                                                 |                                                                 |                                                                 |                                                                 |
| H ↑ A B C D E F G H I Î J K L M N O P Q R S Ș T Ț U V W X Y Z ↓ |                                                                 |                                                                 |                                                                 |                                                                 |                                                                 |                                                                 |                                                                 |                                                                 |                                                                 |
| Herina                                                          | Hirean                                                          |                                                                 |                                                                 |                                                                 |                                                                 |                                                                 |                                                                 |                                                                 |                                                                 |
| I ↑ A B C D E F G H I Î J K L M N O P Q R S Ș T Ț U V W X Y Z ↓ |                                                                 |                                                                 |                                                                 |                                                                 |                                                                 |                                                                 |                                                                 |                                                                 |                                                                 |
| Ilișua                                                          |                                                                 |                                                                 |                                                                 |                                                                 |                                                                 |                                                                 |                                                                 |                                                                 |                                                                 |
| J ↑ A B C D E F G H I Î J K L M N O P Q R S Ș T Ț U V W X Y Z ↓ |                                                                 |                                                                 |                                                                 |                                                                 |                                                                 |                                                                 |                                                                 |                                                                 |                                                                 |
| Jeica                                                           | Jelna                                                           |                                                                 |                                                                 |                                                                 |                                                                 |                                                                 |                                                                 |                                                                 |                                                                 |
| L ↑ A B C D E F G H I Î J K L M N O P Q R S Ș T Ț U V W X Y Z ↓ |                                                                 |                                                                 |                                                                 |                                                                 |                                                                 |                                                                 |                                                                 |                                                                 |                                                                 |
| Lechința                                                        | Livezile                                                        | Lunca                                                           | Lușca                                                           |                                                                 |                                                                 |                                                                 |                                                                 |                                                                 |                                                                 |
| M ↑ A B C D E F G H I Î J K L M N O P Q R S Ș T Ț U V W X Y Z ↓ |                                                                 |                                                                 |                                                                 |                                                                 |                                                                 |                                                                 |                                                                 |                                                                 |                                                                 |
| Maieru                                                          | Matei                                                           | Mărișelu                                                        | Miceștii de Câmpie                                              | Milaș                                                           |                                                                 |                                                                 |                                                                 |                                                                 |                                                                 |
| Mintiu                                                          | Mireș                                                           | Mocod                                                           | Monariu                                                         | Monor                                                           |                                                                 |                                                                 |                                                                 |                                                                 |                                                                 |
| Moruț                                                           | Mureșenii Bârgăului                                             |                                                                 |                                                                 |                                                                 |                                                                 |                                                                 |                                                                 |                                                                 |                                                                 |
| N ↑ A B C D E F G H I Î J K L M N O P Q R S Ș T Ț U V W X Y Z ↓ |                                                                 |                                                                 |                                                                 |                                                                 |                                                                 |                                                                 |                                                                 |                                                                 |                                                                 |
| Năsăud                                                          | Negrilești                                                      | Nepos                                                           | Nimigea de Jos                                                  | Nimigea de Sus                                                  |                                                                 |                                                                 |                                                                 |                                                                 |                                                                 |
| Nușeni                                                          |                                                                 |                                                                 |                                                                 |                                                                 |                                                                 |                                                                 |                                                                 |                                                                 |                                                                 |
| O ↑ A B C D E F G H I Î J K L M N O P Q R S Ș T Ț U V W X Y Z ↓ |                                                                 |                                                                 |                                                                 |                                                                 |                                                                 |                                                                 |                                                                 |                                                                 |                                                                 |
| Ocnița                                                          | Orheiu Bistriței                                                | Orosfaia                                                        |                                                                 |                                                                 |                                                                 |                                                                 |                                                                 |                                                                 |                                                                 |
| P ↑ A B C D E F G H I Î J K L M N O P Q R S Ș T Ț U V W X Y Z ↓ |                                                                 |                                                                 |                                                                 |                                                                 |                                                                 |                                                                 |                                                                 |                                                                 |                                                                 |
| Perișor                                                         | Petriș                                                          | Piatra                                                          | Pinticu                                                         | Podirei                                                         |                                                                 |                                                                 |                                                                 |                                                                 |                                                                 |
| Prundu Bârgăului                                                |                                                                 |                                                                 |                                                                 |                                                                 |                                                                 |                                                                 |                                                                 |                                                                 |                                                                 |
| R ↑ A B C D E F G H I Î J K L M N O P Q R S Ș T Ț U V W X Y Z ↓ |                                                                 |                                                                 |                                                                 |                                                                 |                                                                 |                                                                 |                                                                 |                                                                 |                                                                 |
| Reteag                                                          | Rodna                                                           | Romuli                                                          | Rusu Bărgăului                                                  | Rusu de Jos                                                     |                                                                 |                                                                 |                                                                 |                                                                 |                                                                 |
| Rusu de Sus                                                     | Ruștior                                                         |                                                                 |                                                                 |                                                                 |                                                                 |                                                                 |                                                                 |                                                                 |                                                                 |
| S ↑ A B C D E F G H I Î J K L M N O P Q R S Ș T Ț U V W X Y Z ↓ |                                                                 |                                                                 |                                                                 |                                                                 |                                                                 |                                                                 |                                                                 |                                                                 |                                                                 |
| Salva                                                           | Satu Nou                                                        | Sălcuța                                                         | Sărata                                                          | Sărățel                                                         |                                                                 |                                                                 |                                                                 |                                                                 |                                                                 |
| Sângeorzu Nou                                                   | Sâniacob                                                        | Sânmihaiu de Câmpie                                             | Sântioana                                                       | Scoabe                                                          |                                                                 |                                                                 |                                                                 |                                                                 |                                                                 |
| Sebiș                                                           | Sigmir                                                          | Silivașu de Cîmpie                                              | Simionești                                                      | Sita                                                            |                                                                 |                                                                 |                                                                 |                                                                 |                                                                 |
| Slătinița                                                       | Strugureni                                                      | Stupini                                                         |                                                                 |                                                                 |                                                                 |                                                                 |                                                                 |                                                                 |                                                                 |
| Ș ↑ A B C D E F G H I Î J K L M N O P Q R S Ș T Ț U V W X Y Z ↓ |                                                                 |                                                                 |                                                                 |                                                                 |                                                                 |                                                                 |                                                                 |                                                                 |                                                                 |
| Șieu                                                            | Șieu-Măgheruș                                                   | Șieu-Odorhei                                                    | Șieu-Sfîntu                                                     | Șintereag                                                       |                                                                 |                                                                 |                                                                 |                                                                 |                                                                 |
| Șirioara                                                        | Șopteriu                                                        |                                                                 |                                                                 |                                                                 |                                                                 |                                                                 |                                                                 |                                                                 |                                                                 |
| T ↑ A B C D E F G H I Î J K L M N O P Q R S Ș T Ț U V W X Y Z ↓ |                                                                 |                                                                 |                                                                 |                                                                 |                                                                 |                                                                 |                                                                 |                                                                 |                                                                 |
| Tărpiu                                                          | Tăure                                                           | Teaca                                                           | Telciu                                                          | Tonciu                                                          |                                                                 |                                                                 |                                                                 |                                                                 |                                                                 |
| Ț ↑ A B C D E F G H I Î J K L M N O P Q R S Ș T Ț U V W X Y Z ↓ |                                                                 |                                                                 |                                                                 |                                                                 |                                                                 |                                                                 |                                                                 |                                                                 |                                                                 |
| Țagu                                                            | Țăgșoru                                                         | Țentea                                                          | Țigău                                                           |                                                                 |                                                                 |                                                                 |                                                                 |                                                                 |                                                                 |
| U ↑ A B C D E F G H I Î J K L M N O P Q R S Ș T Ț U V W X Y Z ↓ |                                                                 |                                                                 |                                                                 |                                                                 |                                                                 |                                                                 |                                                                 |                                                                 |                                                                 |
| Unirea                                                          | Uriu                                                            |                                                                 |                                                                 |                                                                 |                                                                 |                                                                 |                                                                 |                                                                 |                                                                 |
| V ↑ A B C D E F G H I Î J K L M N O P Q R S Ș T Ț U V W X Y Z ↓ |                                                                 |                                                                 |                                                                 |                                                                 |                                                                 |                                                                 |                                                                 |                                                                 |                                                                 |
| Vermeș                                                          | Viile Tecii                                                     | Viișoara                                                        | Visuia                                                          | Vița                                                            |                                                                 |                                                                 |                                                                 |                                                                 |                                                                 |
| Z ↑ A B C D E F G H I Î J K L M N O P Q R S Ș T Ț U V W X Y Z ↓ |                                                                 |                                                                 |                                                                 |                                                                 |                                                                 |                                                                 |                                                                 |                                                                 |                                                                 |
| Zagra                                                           | Zoreni                                                          |                                                                 |                                                                 |                                                                 |                                                                 |                                                                 |                                                                 |                                                                 |                                                                 |